# Aventura (película de 1925)

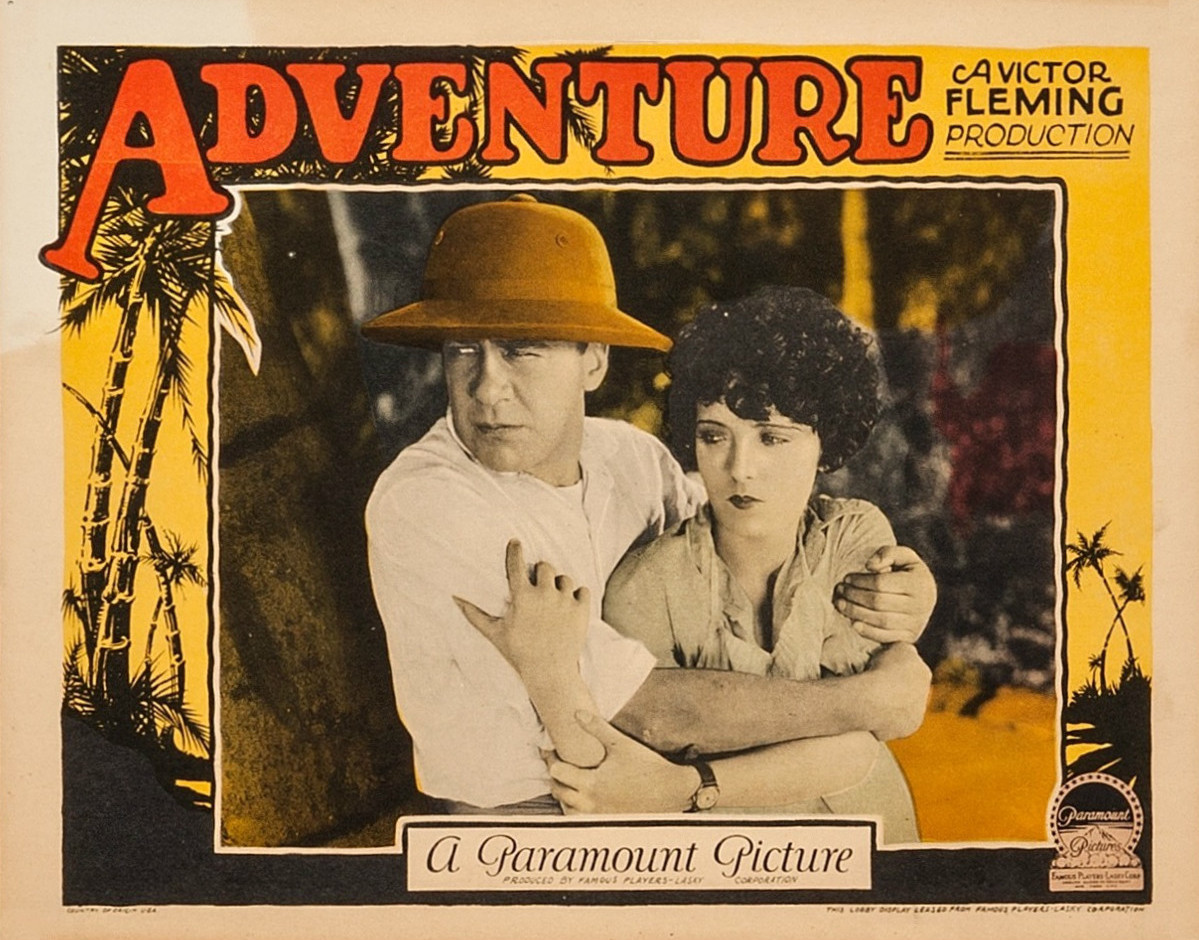
Cartelera de la película

Adventure es una película muda estadounidense de drama perdida de 1925, producida por Famouos Players-Lasky, distribuida por Paramount Pictures, dirigida por Victor Fleming, y presentando a Wallace Beery en una función de apoyo importante. La película está basada en la novela de Jack London Adventure (1911).

## Trama
El propietario de una plantación en las Islas Salomón, David Sheldon (Tom Moore), se enferma de fiebre de aguas negras tras la muerte de muchos de sus peones de campo a causa de la enfermedad. Joan Lackland (Pauline Starke), una mujer soldado de fortuna, llega en goleta a las islas. Solicitando la ayuda de su tripulación Kanaka, defiende a Sheldon de un ataque de los nativos, liderados por Googomy (Noble Johnson). Joan se convierte en la socia comercial de David después de cuidarlo hasta que recupera la salud y ayuda a proteger su propiedad hipotecada de dos prestamistas codiciosos. Al tratar de vengarse, los prestamistas incitan a los nativos a rebelarse.

## Reparto
- Tom Moore como David Sheldon
- Pauline Starke como Joan Lackland
- Wallace Beery como Morgan
- Raymond Hatton como Raff
- Walter McGrail como Tudor
- Duke Kahanamoku como Noah Noa
- James Spencer como Adán
- Noble Johnson como Googomy